# It's a Small World (film, 1935)
Pour les articles homonymes, voir It's a Small World.
It's a Small World est un film américain réalisé par Irving Cummings et sorti en 1935.

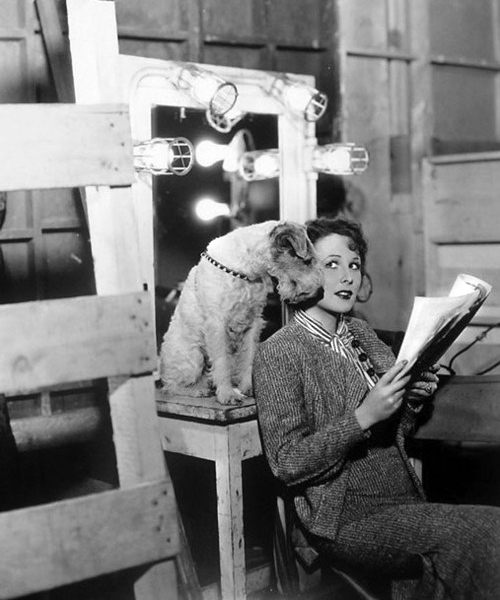
Wendy Barrie dans une scène du film

C'est le premier film américain pour l'actrice britannique Wendy Barrie.

## Synopsis
Jane Dale, une fille de St. Louis en vacances avec sa mère à la Nouvelle-Orléans, ramène la voiture de sa cousine Nancy Naylor pour rentrer à St. Louis. Sur une route de campagne en Louisiane, elle percute la voiture de l'avocat Bill Shevlin. Un veau est tué dans l'accident, et Bill s'amuse de ce que Jane menace de le poursuivre. Un juge arrive d'une ville voisine et les poursuit pour conduite imprudente. Bill est reconnu coupable et doit payer une amende, alors que Jane reçoit l'appui de témoins qui confirment son innocence.

## Fiche technique
- Réalisation : Irving Cummings
- Scénario : Sam Hellman, Gladys Lehman d'après le roman Highway Robbery d'Albert Treynor
- Production : Fox Film Corporation
- Photographie : Arthur C. Miller
- Son : Western Electric Noiseless Recording[1]
- Durée : 70 minutes
- Dates de sortie:
  - États-Unis : 12 avril 1935

## Distribution
- Spencer Tracy : Bill Shevlin
- Wendy Barrie : Jane Dale
- Raymond Walburn : Juge Julius B. Clummerhorn
- Virginia Sale : Lizzie
- Astrid Allwyn : Nancy Naylor
- Irving Bacon : Cal
- Charles Sellon : Cyclone
- Dick Foran : policier à moto
- Belle Daube : Mme Dale
- Frank McGlynn Sr. : Snake Brown Jr.
- Skippy : le chien